# 춘권

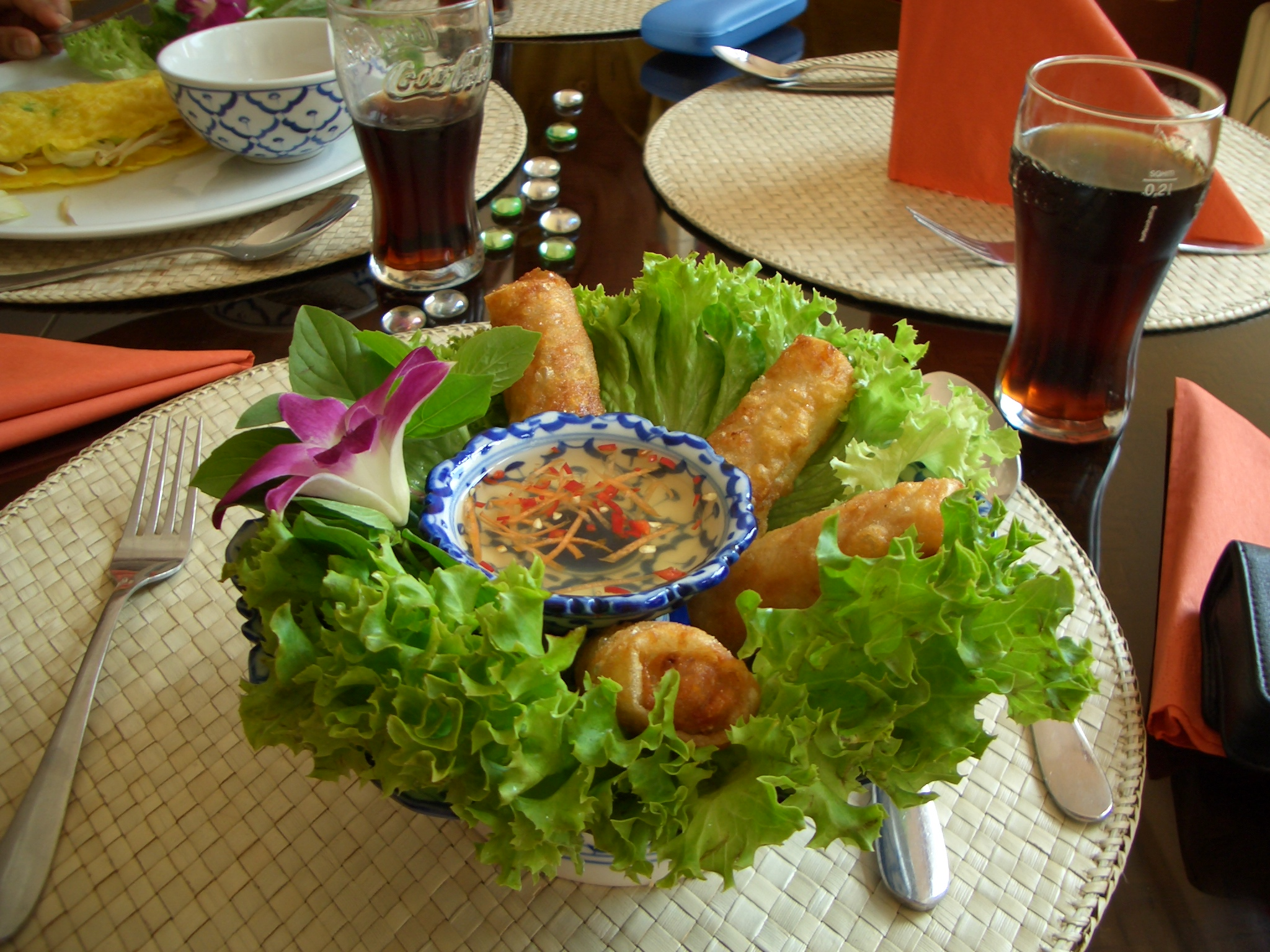
춘권

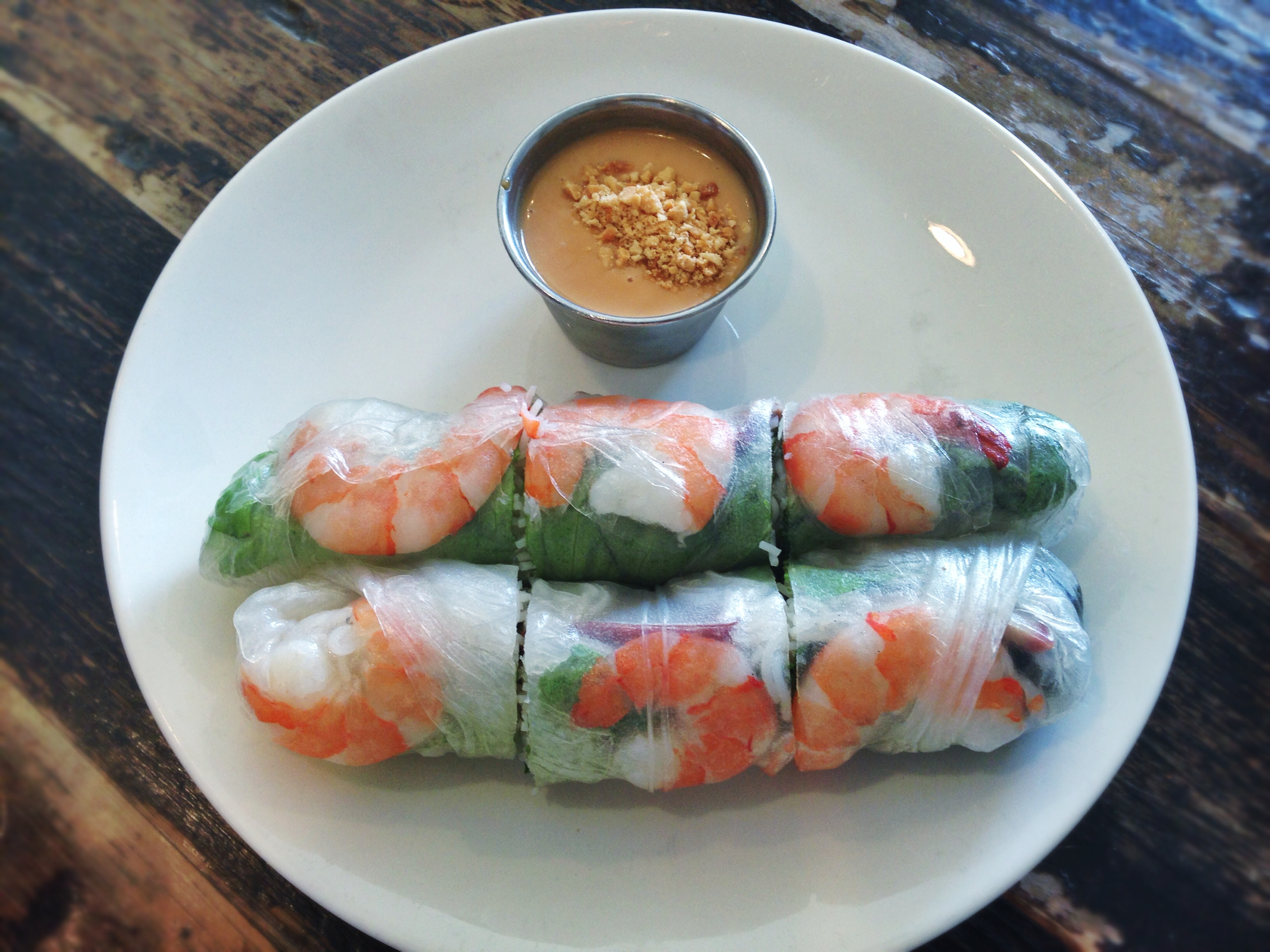
땅콩 소스와 춘권.

춘권(중국어: 春卷, 병음: chūnjuǎn 춘쥐안[*])은 밀전병(춘권피)에 각종 채소와 고기를 넣은 음식이다. 스프링 롤(spring roll)이라고 불리기도 한다. 이 음식은 굽거나 튀기기도 한다.
밀가루와 달걀등을 섞어서 전병을 만든 후 속에는 표고, 숙주, 죽순과 같은 채소를 넣거나 다진 돼지고기나 새우와 같은 고기를 넣어 만든 소를 넣어서 튀긴다.

## 역사
여러 모양과 크기를 지닌 춘권은 수세기에 걸쳐 아시아에서 유명한 간식거리가 되어왔다. 춘권은 중국에서 유래한 것으로 알려져 있다. 춘권이라는 이름은 주로 중국에서 봄에 열리는 신년 행사인 춘절에서 먹었던 것으로부터 유래하였다.

## 같이 보기
- 월남쌈
- 에그롤